# Isaac Michaelson
Isaac Claude Michaelson (en hebreo: יצחק קלוד מייכלסון‎); (Edimburgo, 1903 – Jerusalén, 1982) fue un oftalmólogo israelí de origen escocés, miembro de la Academia de Ciencias y Humanidades de Israel.

## Biografía
Michaelson nació en 1903 en Edimburgo, Escocia, Reino Unido. Estudió oftalmología en la Universidad de Glasgow y la Universidad de Edimburgo, graduándose en 1927.
El desarrollo de la retina fue la base de gran parte de su investigación y fue el tema de muchas de sus publicaciones. Michaelson trabajó como patólogo en un hospital especializado en enfermedades oculares en Glasgow y fue profesor de la Universidad de Glasgow.
Durante la Segunda Guerra Mundial, fue asesor del ejército británico en oftalmología y sirvió en Egipto.
En 1948 completó su doctorado y emigró con su familia a Israel. Inicialmente fue asesor de las Fuerzas de Defensa de Israel y trabajó como cirujano ocular.
En 1949, Michaelson fue nombrado director del departamento de oftalmología del Hospital Rambam de Haifa y, en 1954, se convirtió en director del departamento de oftalmología del Hospital Universitario Hadassah de Jerusalén, que posteriormente se convirtió, bajo su dirección, en el Centro de Investigación de Oftalmología. También fue nombrado profesor de la facultad de medicina de la Universidad Hebrea de Jerusalén.
Gran parte del trabajo de Michaelson fue para ayudar a los países en desarrollo, particularmente en África, y en 1971 inició la Conferencia Internacional sobre la Prevención de la Ceguera. Después de su retiro del Hospital Hadassah en 1973, se involucró en la rehabilitación de ciegos.
Estableció el Instituto de Jerusalén para la Prevención de la Ceguera.

## Premios y distinciones
- Isaac Michaelson recibió el Premio Israel de Medicina en 1960.[2]
- Miembro de la Academia Israelí de Ciencias y Humanidades en 1968.